# Godinești
Godinești es una comuna ubicada en el distrito de Gorj, Rumania.

## Superficie
Cuenta con una superficie de 51,32 kilómetros cuadrados.

## Demografía
Hasta 2021 la población era de 1855 habitantes, con una densidad de población de 36,15 habitantes por kilómetro cuadrado.